# Cinnamomum zapatae
Cinnamomum zapatae är en lagerväxtart som beskrevs av F. G. Lorea-hernandez. Cinnamomum zapatae ingår i släktet Cinnamomum och familjen lagerväxter. Inga underarter finns listade i Catalogue of Life.